# كارو ناغادوم
كارو ناغادوم (永留 かおる) (مواليد 7 مايو 1973)، هي لاعبة كرة قدم كانت تلعب كمدافع. ولعبت مع منتخب اليابان لكرة القدم للسيدات.

## وصلات خارجية
- كارو ناغادوم على موقع الاتحاد الدولي (مؤرشف)  (الإنجليزية)
- كارو ناغادوم على موقع Soccerway.com (الإنجليزية)
- كارو ناغادوم على موقع عالم كرة القدم.نت (الإنجليزية)